# Miss Mundo 1981
Miss Mundo 1981, la 31.ª edición del concurso Miss Mundo, se llevó a cabo en el Royal Albert Hall de Londres (Reino Unido) el 12 de noviembre de 1981.
Representantes provenientes de sesenta y siete países y territorios compitieron por el título en esta edición del concurso. Al final del evento, Miss Mundo 1980, Kimberley Santos de Guam, coronó como su sucesora a Pilín León de Venezuela. Elegida por un jurado, la ganadora, de 18 años, se convirtió en la segunda representante de su país en obtener el título de Miss Mundo después de Susana Duijm (Miss Mundo 1955).
El concurso fue animado por los presentadores británicos Peter Marshall y Judith Chalmers. La cantante Helen Reddy estuvo a cargo del entretenimiento. El programa fue transmitido por Thames Television.

## Antecedentes

Royal Albert Hall, recinto sede de Miss Mundo 1981

### Selección de candidatas
Miss Alemania 1981, Marion Kurz, debería haber participado en esta edición, pero después de posar desnuda para una revista alemana, la organización decidió enviar a Barbara Reimund en su lugar para evitar un escándalo. Mientras tanto, Miss Suiza 1981, Brigitte Voss, prefirió utilizar uno de sus premios, un viaje a Sudáfrica durante las fechas del concurso, por lo que se decidió reemplazarla por su primera finalista, Margrit Kilchoer. Por otro lado, se esperaba que la primera finalista de Miss USA 1981, Holli Rene Dennis, participara en esta edición, pero fue reemplazada por la segunda finalista, Lisa Moss, por razones personales.

#### Regresos y retiros
En esta edición, varios países regresaron después de una ausencia: Surinam, que había participado por última vez en 1966; y Chile, El Salvador, Islandia y Tahití, que lo habían hecho por última vez en 1979. Cabe destacar que ningún país debutó en esta edición.
Por otro lado, no participaron en esta edición las Islas Vírgenes de los Estados Unidos, Mauricio, Panamá, Paraguay y Suazilandia. En el caso de Mauricio, su representante, Carole Fitzgerald, no participó por superar el límite de edad establecido de 24 años, ya que tenía 28.
Tokunbo Onanuga, de Nigeria, fue descalificada después de que se descubriera que sus documentos de la Universidad de Lagos eran falsos, y no fue reemplazada por otra candidata. Paula Leal Dos Santos, de Portugal, fue descalificada al llegar a Londres porque, a pesar de haber nacido en Portugal y poseer un pasaporte portugués, era ciudadana legal de Sudáfrica. Además, el concurso de Miss Portugal en el que participó se había celebrado en Johannesburgo, lo que incumplió las reglas establecidas.

### Controversia de Miss Zimbabue 1981
El concurso de Miss Zimbabue 1981 se retrasó una semana después de que algunos zimbabuenses negros protestaran alegando que los organizadores del concurso habían amañado la competencia para favorecer a las candidatas blancas. De las diecisiete concursantes, nueve eran blancas, cinco eran negras y tres eran mestizas. Estos eventos llevaron al director de Miss Zimbabue, Tim Horgan, a renunciar a su cargo.
Debido a rumores de que el concurso estaba amañado para que ganara una concursante blanca, se agregaron treinta concursantes más a la competencia, dieciocho de las cuales eran negras. Finalmente, Juliet Nyathi, una concursante negra, se coronó Miss Zimbabue 1981. Muchas de las concursantes y otros espectadores se retiraron en protesta, ya que se alegaba que Juliet era la favorita de los nuevos patrocinadores. Además, después de ganar, Nyathi fue acusada de ser madre de dos hijos, lo cual negó.

## Resultados

### Clasificación final
La ganadora, las seis finalistas y las semifinalistas fueron las siguientes candidatas:
| Posición                | Concursante |
| ----------------------- | --- |
| Miss Mundo 1981         | - Venezuela - Pilín León |
| 1.ª finalista           | - Colombia - Nini Johanna Soto |
| 2.ª finalista           | - Jamaica - Sandra Cunningham |
| 3.ª finalista           | - Brasil - Maristela Grazzia |
| 4.ª finalista           | - Reino Unido - Michelle Donnelly |
| 5.ª finalista           | - Australia - Melissa Hannan |
| 6.ª finalista           | - Estados Unidos - Lisa Lynn Moss |
| Semifinalistas (top 15) | - Argentina - Ana Natali Schoeder Belmut - Bélgica - Dominique van Eeckhoudt - Canadá - Earla Stewart - Irlanda - Geraldine McGrory - Japón - Naomi Kishi - México - Doris Pontvianne - Trinidad y Tobago - Rachel Thomas - Zimbabue - Juliet Nyathi |

### Premios especiales
Los premios de Miss Fotogénica y Miss Personalidad fueron otorgados a las siguientes naciones y candidatas:
| Premio            | Concursante                  |
| ----------------- | ---------------------------- |
| Miss Fotogénica   | - Australia - Melissa Hannan |
| Miss Personalidad | - México - Doris Pontvianne  |

### Reinas continentales
Por primera vez, se seleccionaron cinco candidatas, cada una representando a una región geográfica específica, como Reinas continentales de la belleza: África, América, Asia, Europa y Oceanía. Las candidatas que obtuvieron esos títulos son las siguientes:
| Región  | Candidata                        |
| ------- | -------------------------------- |
| África  | - Zimbabue - Juliet Nyathi       |
| América | - Venezuela - Pilín León         |
| Asia    | - Japón - Naomi Kishi            |
| Europa  | - Reino Unido - Michele Donnelly |
| Oceanía | - Australia - Melissa Hannan     |

## Candidatas
Las sesenta y siete candidatas al título de Miss Mundo 1981 fueron las siguientes:
| País/Territorio      | Candidata               | Edad | Procedencia        |
| -------------------- | ----------------------- | ---- | ------------------ |
| Alemania Occidental  | Barbara Reimund         | 17   | Stuttgart          |
| Argentina            | Helen Natali            | 21   | Villa María        |
| Aruba                | Gerarda Roepel          | 24   | Oranjestad         |
| Australia            | Melissa Hannan          | 19   | Mosman             |
| Austria              | Beatrix Kopf            | 21   | Lustenau           |
| Bahamas              | Monique Ferguson        | 18   | Nasáu              |
| Bélgica              | Dominique van Eeckhoudt | 19   | Waterloo           |
| Bermudas             | Cymone Tucker           | 21   | Parroquia de Smith |
| Bolivia              | Carolina Díaz           | 17   | Pando              |
| Brasil               | Maristela Grazzia       | 17   | São Paulo          |
| Canadá               | Earla Stewart           | 22   | Pembroke           |
| Chile                | Susanna Bravo           | 19   | Santiago           |
| Chipre               | Eleni Andreou           | 19   | Nicosia            |
| Colombia             | Nini Johanna Soto       | 18   | Bucaramanga        |
| Corea del Sur        | Lee Han-na              | 19   | Seúl               |
| Costa Rica           | Sucetty Salas           | 18   | San José           |
| Curazao              | Mylene Gerard           | 21   | Willemstad         |
| Dinamarca            | Tina Brandstrup         | 21   | Copenhague         |
| Ecuador              | Lucía Vinueza           | 19   | Guayaquil          |
| El Salvador          | Martha Alicia Ortiz     | 19   | San Salvador       |
| España               | Cristina Pérez          | 18   | Málaga             |
| Estados Unidos       | Lisa Moss               | 23   | Shreveport         |
| Filipinas            | Suzette Nicolas         | 24   | Manila             |
| Finlandia            | Pia Nieminen            | 20   | Tampere            |
| Francia              | Isabelle Benard         | 19   | Vernon             |
| Gibraltar            | Yvette Maria Bellido    | 18   | Gibraltar          |
| Grecia               | Maria Argyrokastritou   | 22   | Atenas             |
| Guam                 | Rebecca Arroyo          | 21   | Mangilao           |
| Guatemala            | Beatriz Bojorquez       | 23   | Ciudad Guatemala   |
| Holanda              | Saskia Lemmers          | 23   | Maastricht         |
| Honduras             | Xiomara Sikaffy         | 20   | San Pedro Sula     |
| Hong Kong            | Winnie Chin             | 18   | Hong Kong          |
| India                | Deepti Divakar          | 22   | Bangalore          |
| Irlanda              | Geraldine McGrory       | 22   | Derry              |
| Isla de Man          | Nicola-Jane Grainger    | 18   | Dalby              |
| Islas Caimán         | Donna Marie Myrie       | 20   | George Town        |
| Islandia             | Ásdís Hannesdóttir      | 23   | Reikiavik          |
| Israel               | Ninnette Assor          | 22   | Tel Aviv           |
| Italia               | Marisa Tutone           | 17   | Turín              |
| Jamaica              | Sandra Cunningham       | 24   | Kingston           |
| Japón                | Naomi Kishi             | 18   | Kawasaki           |
| Jersey               | Elizabeth Walmsley      | 18   | Saint Helier       |
| Lesoto               | Palesa Joyce Kalele     | 18   | Maseru             |
| Líbano               | Zeina Challita          | 19   | Beirut             |
| Malasia              | Cynthia de Castro       | 20   | Malaca             |
| Malta                | Elizabeth-Mary Fenech   | 19   | Żebbuġ             |
| México               | Doris Pontvianne        | 18   | Tampico            |
| Noruega              | Anita Nesbø             | 20   | Akershus           |
| Nueva Zelanda        | Raewyn Marcroft         | 18   | Waikato            |
| Papúa Nueva Guinea   | Jennifer Abaijah        | 19   | Bahía Milne        |
| Perú                 | Olga Zumarán            | 22   | Lima               |
| Polinesia Francesa   | Maimiti Kinnander       | 20   | Huahine            |
| Puerto Rico          | Andrenira Ruíz          | 19   | San Juan           |
| Reino Unido          | Michele Donnelly        | 20   | Cardiff            |
| República Dominicana | Josefina Cuello         | 24   | Santo Domingo      |
| Samoa Occidental     | Julianna Curry          | 17   | Apia               |
| Singapur             | Sushil Kaur Sandhu      | 20   | Singapur           |
| Sri Lanka            | Sonya Elizabeth Tucker  | 20   | Colombo            |
| Suecia               | Carita Gustafsson       | 20   | Gotemburgo         |
| Suiza                | Margrit Kilchoer        | 22   | Ginebra            |
| Surinam              | Joan Boldewijn          | 18   | Paramaribo         |
| Tailandia            | Massupha Karbprapun     | 21   | Bangkok            |
| Trinidad y Tobago    | Rachael Thomas          | 21   | Diego Martín       |
| Turquía              | Aydan Şener             | 18   | Kilis              |
| Uruguay              | Marianela Bas           | 23   | Montevideo         |
| Venezuela            | Pilín León              | 18   | Maracay            |
| Zimbabue             | Juliet Nyathi           | 24   | Bulawayo           |